# القرية (الرضمة)

تعديل مصدري - تعديل

القرية محلة تابعة لقرية بيت عدنة، التابعة لعزلة كحلان بمديرية الرضمة إحدى مديريات محافظة إب في الجمهورية اليمنية.، بلغ تعداد سكانها 140 حسب تعداد اليمن لعام 2004.